# Гасанова, Шамама Махмудали кызы
Шамама Махмудали кызы Гасанова (азерб. Şamama Mahmudalı qızı Həsənova; 7 ноября 1923, Arayatılı, Джебраильский уезд — 5 сентября 2008, Баку) — советский азербайджанский хлопковод, председатель колхоза «1 Мая» Физулинского района Азербайджанской ССР, дважды Герой Социалистического Труда (1947, 1950).

## Биография
Родилась 7 ноября 1923 года в семье чабана в селе Араятлы Карягинского уезда Азербайджанской ССР (ныне Физулинский район Азербайджана).
Начала трудовую деятельность в 1942 году колхозницей в колхозе «1 Мая» Карягинского района, через некоторое время возглавила комсомольско-молодёжное звено по уборке хлопка-сырца. Позже бригадир, а с 1953 года председатель колхоза «1 Мая».
Примером для подражания для Гасановой стала хлопковод-стахановка Басти Багирова. Услышав о результатах, достигнутых Басти, Шамама также решила принять участие в развернувшемся по республике движении по сбору хлопка двумя руками, и уже в 1942 году Гасанова получила урожай хлопка в 27 центнеров хлопка-сырца с гектара на площади в 17 гектаров. В последующие годы её звено также собирало высокие урожаи: в 1946 году — 97 центнеров хлопка с гектара на площади в 5 гектаров, в 1947 году — 94,1 центнеров с гектара на площади 5 гектаров, в 1950 году — 88 центнеров с одного гектара на площади 12 га. За короткое время Шамама стала признанным мастером и специалистом хлопководства. Став председателем колхоза, она вывела хозяйство в число передовых в республике. Благодаря своей деловитости и организаторским способностям колхоз прославился как авторитетный в республике центр по обмену опытом. Под руководством Гасановой колхоз начал стабильно получать высокие урожаи: в 1959-м, 1967-м и 1969-м годах в колхозе собирали по 35 центнеров хлопка с одного гектара. Шамама Гасанова, проявившая себя за годы работы как прекрасный сельскохозяйственный специалист (в 1966 году она окончила факультет агрономии Азербайджанского сельскохозяйственного института), умелый организатор и отзывчивый человек, снискала глубокое уважение среди тружеников, её деятельность и личность воспринимались азербайджанскими женщинами в качестве примера.
Указом Президиума Верховного Совета СССР от 19 марта 1947 года за высокие урожаи хлопка в 1946 году Гасановой Шамаме Махмудали кызы было присвоено звание Героя Социалистического Труда с вручением ордена Ленина и золотой медали «Серп и Молот».
Указом Президиума Верховного Совета СССР от 17 июня 1950 года за успехи в развитии сельского хозяйства Гасановой Шамаме Махмудали кызы присвоено второе звание Героя Социалистического Труда с вручением второго ордена Ленина и второй золотой медали «Серп и Молот».
Распоряжением Президента Азербайджанской Республики от 11 июня 2002 года, за большие заслуги в области науки и образования, культуры и искусства, экономики и государственного управления Азербайджана, Гасановой Шамаме Махмудали кызы была предоставлена персональная пенсия.
Член КПСС с 1946 года. Активно участвовала в общественной жизни Советского Союза и Азербайджана. Делегат XX, XXI, XXII и XXIII, XXIV, XXV, XXVI-го съездов КПСС и XIX-XXXI съездов КП Азербайджана. Депутат Совета Союза Верховного Совета СССР 4—11-го созывов (1954—1989) от Азербайджанской ССР. Заместитель председателя Совета Союза Верховного Совета СССР (с 1959 по 1974 год). Народный Депутат СССР (1989—1991). Член ЦК КП Азербайджана (с 1955 года).
Умерла 5 сентября 2008 года в городе Баку на 85 году жизни.

## Память
На родине Героини — в селе Араятлы — установлен её бюст. Гасановой посвящены ашугские песни, стихотворение Мирзы Ибрагимова и два документальных фильма: «Шамама» (1973), «Страницы её судьбы» (1987).

## Награды
- 2 медали «Серп и Молот»:
  - 19.03.1947 — за высокие урожаи хлопка;
  - 17.06.1950 — за успехи в развитии сельского хозяйства;
- 4 ордена Ленина (19.03.1947, 14.03.1948, 17.06.1950, 27.12.1976);
- 2 ордена Октябрьской Революции (08.04.1971, 12.12.1973);
- 2 ордена Трудового Красного Знамени (30.04.1966, 07.07.1976);
- Медаль «За трудовую доблесть» (07.03.1960);
- Медаль «За оборону Кавказа» (?)[16].

### Книги
- Һәсәнова Шамама Маһмудалы гызы // Азәрбајҹан Совет Енсиклопедијасы (азерб.) / Ч. Б. Гулијев. — Бакы: Азәрбајҹан Совет Енсиклопедијасы, 1987. — Т. X ҹилд.
- Гасанова Шамама Махмудали кызы // Большая советская энциклопедия / А. М. Прохоров. — М.: Советская Энциклопедия, 1971. — Т. VI том: Газлифт — Гоголево.
- Сумбатзаде А. Великий Октябрь и расцвет экономики и культуры Советского Азербайджана. — Баку: Элм, 1977.
- Хохлов В. Люди советской деревни. — М.: Колос, 1970.
- Ибрагимов М. Литературно-художественные очерки. — М.: Художественная литература, 1986.
- Стенографический отчет пленума ЦК КПСС. — М.: Государственное издательство политической литературы, 1960.
- Елми әсәрләр. — Бакы: С. М. Киров адына АДУ, 1974.
- Мельников В. Социалистическое соревнование трудящихся в ходе строительства коммунизма. — Баку: Азернешр, 1970.

### Статьи
- // Знамя : журнал. — 1967. — № 7.
- ШАМАМА МАХМУДАЛИ ГЫЗЫ ГАСАНОВА // Азербайджан. — 2008. — 5 сентября.